# دهستان پشتکوه موگوئی
دهستان کوهساران موگوئی نام دهستانی در بخش موگوئی شهرستان فریدون‌شهر، استان اصفهان در ایران است. مردم این منطقه از قوم لر_ ایل بختیاری هستن.

## جمعیت
براساس سرشماری مرکز آمار ایران در سال ۱۳۸۵، جمعیت آن ۴۷۴۶ نفر (۸۹۷ خانوار) بوده‌است، که مردم آن از لرِ بختیاری و ایل موگویی تشکیل شده، که این دهستان نام خود را از آن اقتباس کرده‌است.